# Лаогора
Лаогора је личност из грчке митологије.

## Митологија
Према Аполодору, била је кћерка кипарског краља Кинире и Метарме. Попут њених сестара, Орседике и Бресије, Афродита ју је мрзела. Зато се, по њеној вољи, до краја живота подавала странцима. Умрла је у Египту.